# Jana Bačíková
Jana Bačíková (* 7. srpna 1969) je česká politička a podnikatelka, od října 2021 poslankyně Poslanecké sněmovny PČR, od roku 2010 starostka obce Vacenovice na Hodonínsku, členka ODS.

## Život
Vystudovala obor podniková ekonomika a management na Vysoké škole ekonomické v Praze (získala titul Ing.). V roce 2006 uváděla jako své povolání hostinská, v roce 2006 pak podnikatelka. Angažuje se jako předsedkyně Mikroregionu Nový Dvůr.
Jana Bačíková žije v obci Vacenovice na Hodonínsku. Má jednoho syna. Ve volném čase se věnuje rodině, včelaření (mimo jiné je vedoucí včelařského kroužku pro děti) a folkloru.

## Politické působení
Od roku 2006 je členkou ODS. Ve straně je předsedkyní místního sdružení, místopředsedkyní oblastního sdružení a členkou regionální rady.
V komunálních volbách v roce 2006 byla za ODS zvolena zastupitelkou obce Vacenovice na Hodonínsku. Na kandidátce figurovala na 4. místě, vlivem preferenčních hlasů však skončila první. Mandát zastupitelky ve volbách v roce 2010 obhájila, když vedla kandidátku ODS. Dne 10. listopadu 2010 byla zvolena starostkou obce. Také ve volbách v roce 2014 zastupitelský mandát obhájila, tentokrát jako lídryně kandidátky "Sdružení ODS a nezávislých kandidátů". Dne 5. listopadu 2014 byla zvolena starostkou obce pro druhé období. Ve volbách v roce 2018 byla opět zvolena zastupitelkou obce, když jako členka ODS vedla kandidátku subjektu „Sdružení ODS a nezávislých kandidátů“. Na konci října 2018 byla po třetí zvolena starostkou obce. Také v komunálních volbách v roce 2022 obhájila jako lídryně kandidátky „Sdružení ODS a nezávislých kandidátů“ mandát zastupitelky. Dne 17. října 2022 byla po čtvrté zvolena starostkou obce.
V krajských volbách v roce 2012 kandidovala za ODS do Zastupitelstva Jihomoravského kraje, ale neuspěla. O vstup do zastupitelstva se pokoušela i ve volbách v roce 2016, ale opět neuspěla. Zvolena nebyla ani ve volbách v roce 2020 jako členka ODS na kandidátce subjektu „ODS s podporou Svobodných a hnutí Starostové a osobnosti pro Moravu“.
Ve volbách do Senátu PČR v roce 2016 kandidovala za ODS v obvodu č. 79 – Hodonín. Se ziskem 12,17 % hlasů skončila na 4. místě a do druhého kola nepostoupila.
Ve volbách do Poslanecké sněmovny PČR v roce 2017 kandidovala za ODS v Jihomoravském kraji, ale neuspěla. Ve volbách do Poslanecké sněmovny PČR v roce 2021 kandidovala z pozice členky ODS na 8. místě kandidátky koalice SPOLU (tj. ODS, KDU-ČSL a TOP 09) v Jihomoravském kraji. Vlivem 10 369 preferenčních hlasů nakonec skončila sedmá, a stala se tak poslankyní.
Ve volbách do Poslanecké sněmovny PČR v roce 2025 kandiduje v Jihomoravském kraji ze 4. místa kandidátky koalice SPOLU.